# Rally van Ieper 2013
De Rally van Ieper 2013, officieel 49. GEKO Ypres Rally, was de 49e editie van de Rally van Ieper en de zesde ronde van het Europees kampioenschap rally in 2013. Daarnaast was deze rally ook de vijfde wedstrijd in het Belgisch kampioenschap rally 2013. Het rallycentrum bevond zich in Ieper.

## Overzicht van de rally
| Dag           | Proef | Naam                  | Lengte   | Tijd  | Winnaar        | Tijd     | Gem. snelh. (km/h) | Rallyleider |
| ------------- | ----- | --------------------- | -------- | ----- | -------------- | -------- | ------------------ | ----------- |
| Dag 1 26 juni | KP1   | Dikkebus 1            | 14,30 km | 17:00 | Freddy Loix    | 8:12.4   | 104,5              | Freddy Loix |
| Dag 1 26 juni | KP2   | Dikkebus 1            | 24,89 km | 17:35 | Freddy Loix    | 13:20.5  | 111,9              | Freddy Loix |
| Dag 1 26 juni | KP3   | Langemark             | 13,82 km | 18:24 | Freddy Loix    | 7:45.1   | 107,0              | Freddy Loix |
| Dag 1 26 juni | KP4   | Dikkebus 2            | 14,30 km | 20:15 | Freddy Loix    | 8:37.4   | 99,5               | Freddy Loix |
| Dag 1 26 juni | KP5   | Wijtschate 2          | 24,89 km | 21:15 | Freddy Loix    | 14:00.3  | 106,6              | Freddy Loix |
| Dag 1 26 juni | KP6   | Mesen                 | 9,66 km  | 21:35 | Hayden Paddon  | 6:00.4   | 96,5               | Freddy Loix |
| Dag 2 27 juni | KP7   | Vleteren - Krombeke 1 | 14,34 km | 10:38 | Craig Breen    | 7:48.2   | 110,3              | Freddy Loix |
| Dag 2 27 juni | KP8   | Watou 1               | 12,44 km | 10:55 | Craig Breen    | 6:53.3   | 108,4              | Freddy Loix |
| Dag 2 27 juni | KP9   | Westouter 1           | 7,39 km  | 11:13 | Craig Breen    | 4:30.4   | 98,4               | Freddy Loix |
| Dag 2 27 juni | KP10  | Kemmelberg 1          | 14,19 km | 11:42 | Craig Breen    | 8:10.5   | 104,1              | Freddy Loix |
| Dag 2 27 juni | KP11  | Heuvelland 1          | 14,99 km | 13:37 | Craig Breen    | 8:22.0   | 107,5              | Freddy Loix |
| Dag 2 27 juni | KP12  | Lille-Eurométropole   | 9,85 km  | 14:32 | Bryan Bouffier | 5:12.7   | 113,4              | Freddy Loix |
| Dag 2 27 juni | KP13  | Show Wasquehal        | 1,88 km  | 15:10 | Freddy Loix    | 1:22.8   | 81,7               | Freddy Loix |
| Dag 2 27 juni | KP14  | Hollebeke 1           | 28,82 km | 16:05 | Bryan Bouffier | 16:30.4  | 104,8              | Freddy Loix |
| Dag 2 27 juni | KP15  | Vleteren - Krombeke 2 | 14,34 km | 18:00 | Bryan Bouffier | 7:34.4   | 113,6              | Freddy Loix |
| Dag 2 27 juni | KP16  | Watou 2               | 12,44 km | 18:17 | Bryan Bouffier | 6:41.1   | 111,7              | Freddy Loix |
| Dag 2 27 juni | KP17  | Westouter 2           | 7,39 km  | 18:35 | Craig Breen    | 4:21.1   | 101,9              | Freddy Loix |
| Dag 2 27 juni | KP18  | Kemmelberg 2          | 14,19 km | 19:04 | Bryan Bouffier | 8:01.0   | 106,2              | Freddy Loix |
| Dag 2 27 juni | KP19  | Heuvelland 2          | 14,99 km | 20:59 | Bryan Bouffier | 8:13.1   | 109,4              | Freddy Loix |
| Dag 2 27 juni | KP20  | Hollebeke 2           | 28,82 km | 21:35 | Afgelast       | Afgelast | Afgelast           | Freddy Loix |

## Eindklassement
| Pos. | Rijder           | Navigator             | Auto                       | Tijd       | Verschil | Punten |
| ---- | ---------------- | --------------------- | -------------------------- | ---------- | -------- | ------ |
| 1    | Freddy Loix      | Frédéric Miclotte     | Škoda Fabia S2000          | 2:32:19.4  | –        | 25+12  |
| 2    | Bryan Bouffier   | Xavier Panseri        | Peugeot 207 S2000          | 2:33:40.04 | +1:21.0  | 18+12  |
| 3    | Craig Breen      | Paul Nagle            | Peugeot 207 S2000          | 2:34:11.9  | +1:52.5  | 15+11  |
| 4    | Andy Lefevere    | Andy Vangheluwe       | Mitsubishi Lancer Evo X R4 | 2:38:55.8  | +6:36.4  | 12+3   |
| 5    | Hermen Kobus     | Erik de Wild          | Ford Fiesta S2000          | 2:39:00.6  | +6:41.2  | 10+3   |
| 6    | Michał Sołowow   | Sebastian Rozwadowski | Ford Fiesta RRC            | 2:39:19.4  | +7:00.0  | 8+4    |
| 7    | Melisa Debackere | Cindy Cokelaere       | Peugeot 207 S2000          | 2:41:57.9  | +9:38.5  | 6+1    |
| 8    | András Hadik     | Krisztián Kertész     | Subaru Impreza R4          | 2:42:28.7  | +10:09.3 | 4      |
| 9    | Antonín Tlusťák  | Jan Škaloud           | Škoda Fabia S2000          | 2:42:45.0  | +10:25.6 | 2      |
| 10   | David Croes      | Eric Tack             | Mitsubishi Lancer Evo X R4 | 2:44:27.1  | +12:07.7 | 1      |